# منتخب البرازيل لكرة الماء
منتخب البرازيل الوطني لكرة الماء هو المنتخب الذي يمثل البرازيل في منافسات كرة الماء للرجال، ويقوم إتحاد البرازيل للسباحة بإدارة شؤونه، يعتبر واحد من أفضل منتخبات كرة الماء في أمريكيا حيث تمكن من الفوز ب12 ميدالية أولمبية في دورة الألعاب الأمريكية وفاز ب4 ميداليات في بألعاب أمريكا الجنوبية.